# Østtimor ved sommer-OL 2008
Østtimor  deltog ved Sommer-OL 2008 i Beijing som blev arrangeret i perioden 9. august til 24. august 2008.

## Medaljer
| 2008 Beijing | Guld | Sølv | Bronze | Total |
| Østtimor     | 0    | 0    | 0      | 0     |